# شهر سوخته
شهر سوختة وتعني باللغة الفارسية (المدينة المحترقة) موقع أثاري مهم يعود لعصر برونزي كان في الماضي البعيد مستوطنة حضرية. تقع شهر سوختة في محافظة سيستان، في الجزء الجنوب الشرقي من إيران على ضفة نهر هلمند قرب طريق زاهدان زابل. وضعت المستوطنة على لائحة التراث العالمي عام 2014.
ومازالت الأسباب وراء نهوض المدينة واندثارها يلفها الغموض .وتشير القطع الأثارية المكتشفة في المدينة إلى اختلاف واضح عن الحضارات القريبة منها مما يعطي دليل قوي على نشوء حضارة فارسية قبل التاريخ مستقلة عن حضارة وادي الرافدين.

## اقرأ أيضاً
- قائمة مواقع التراث العالمي في إيران.
- جغا زنبيل.

## معرض صور

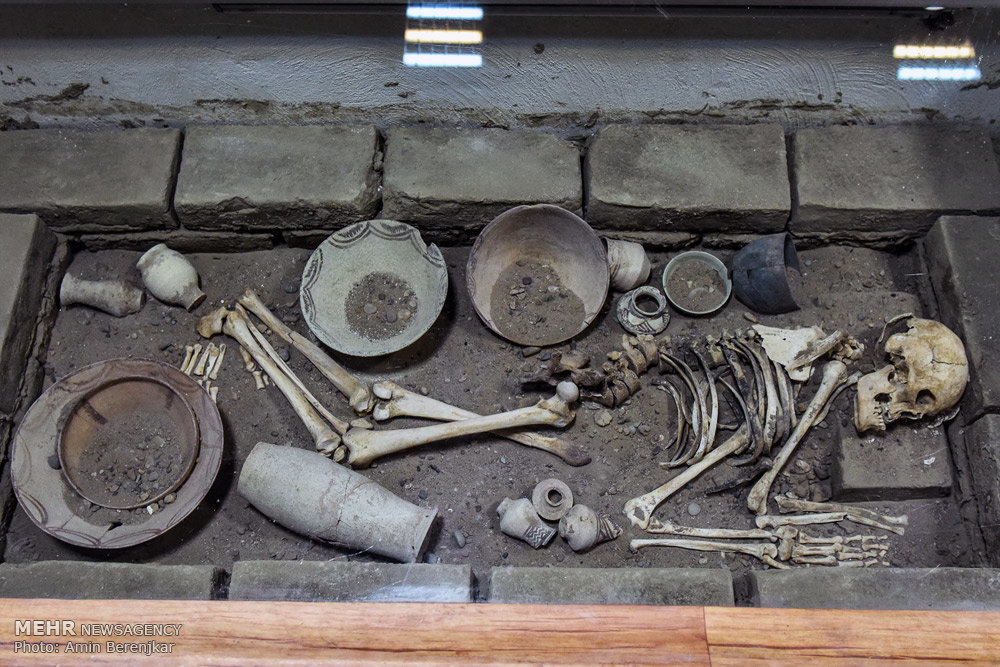
هيكل أنسان وأواني شهر سوختة
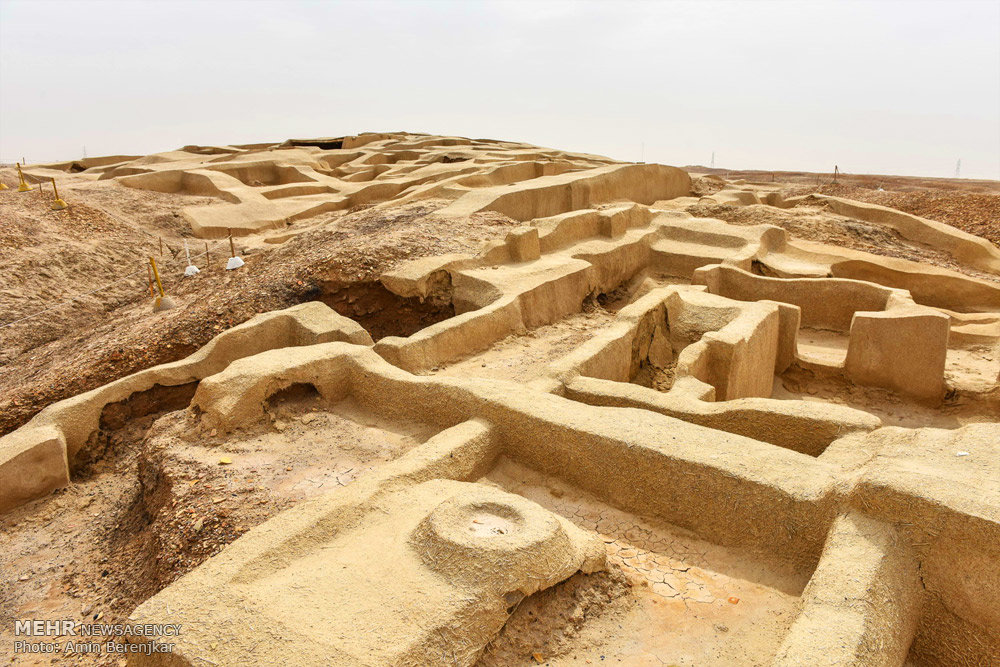
صورة من الأعلى منطقة شهر سوختة
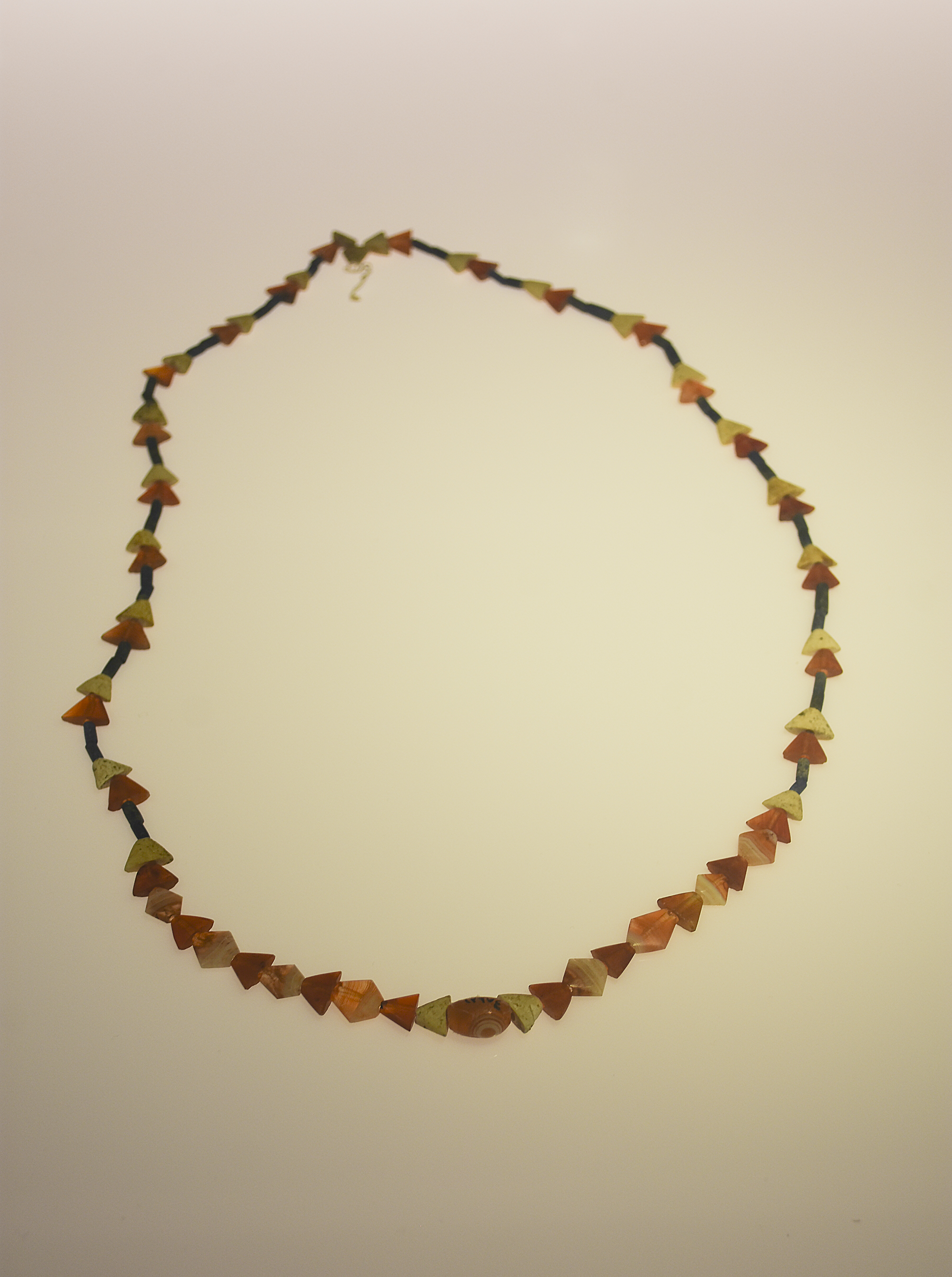
عقد زينة من ضمن الآثار
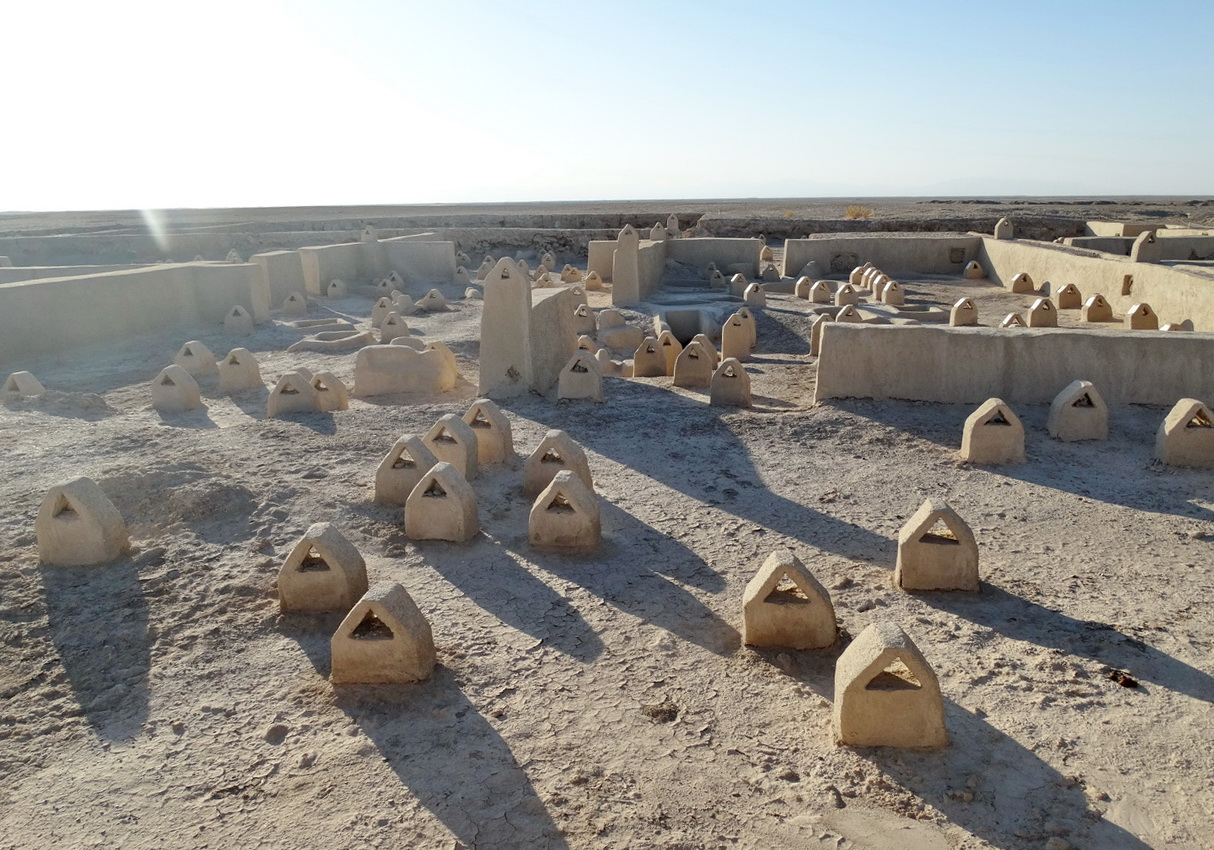
آثار شهر سوختة
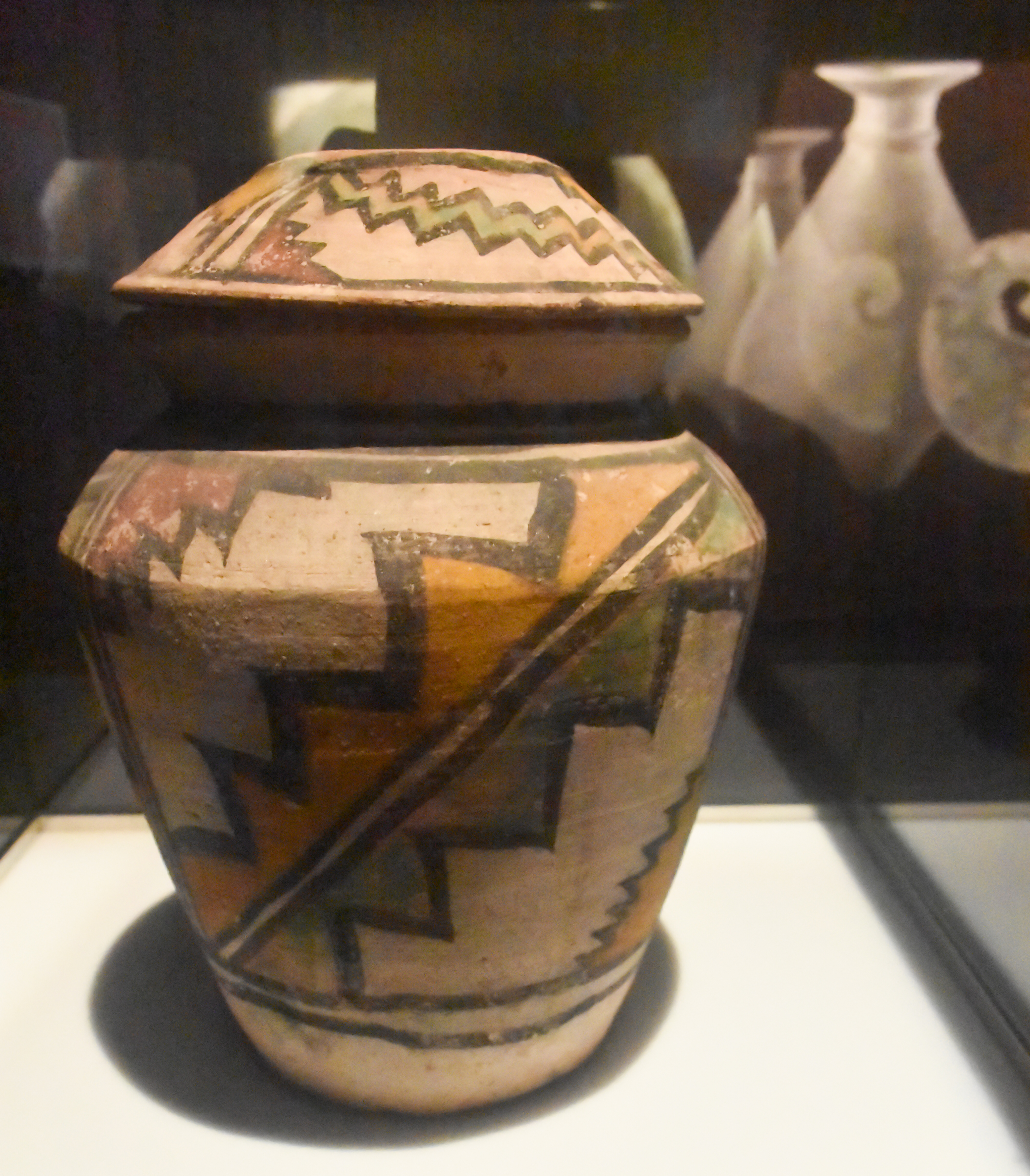
أناء خزفي ملون شهرسوختة
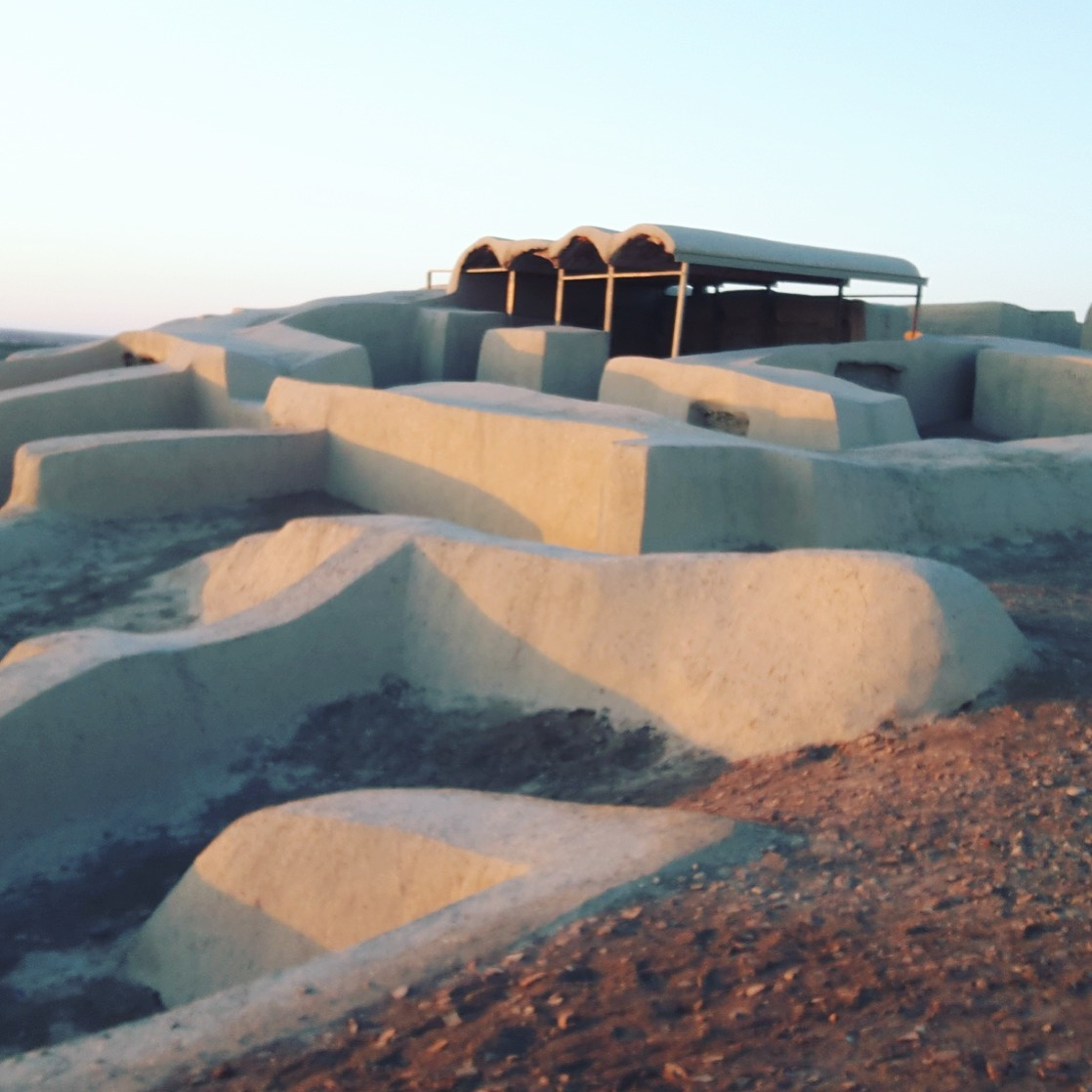
قرية(شهر) خوسته